# Аблаєв Рефат Ганійович
Абла́єв Рефа́т Гані́йович (нар. 11 травня 1934, Кримська АРСР, СРСР — пом. 25 листопада 2012, Ташкент, Узбекистан) — радянський кримськотатарський борець класичного стилю, дворазовий чемпіон СРСР з греко-римської боротьби. Почесний майстер спорту СРСР (1963), Заслужений тренер СРСР (1971).

## Життєпис
Рефат Аблаєв народився у Кримській АРСР. У 1944 році разом з іншими кримськими татарами був депортований радянською владою до Узбекистану, де й почав займатися боротьбою у 1952 році. Представляв спортивне товариство «Динамо» (Ташкент). Брав участь у 10 чемпіонатах СРСР з боротьби в період з 1955 по 1967 рік. У 1957 році виконав норматив майстра спорту СРСР. У 1959 та 1961 роках здобував «золото» першості країни. Крім того, у 1961 році став переможцем Спартакіади народів СРСР. Рік потому посів друге місце в чемпіонаті СРСР у ваговій категорії до 63 кг, а наступного року здобув звання Почесного майстра спорту СРСР. У міжнародних змаганнях участі не брав через те, що був «невиїзним» за політичними мотивами.
Закінчив Узбецький державний інститут фізичної культури за спеціальністю «тренер-викладач». Підготував заслуженого майстра спорту, Олімпійського чемпіона 1972 року та дворазового чемпіона світу Рустема Казакова, за що й отримав почесне звання Заслужений тренер СРСР та орден «Знак Пошани».
У 2012 році Аблаєв збирався повернутися до Криму, однак не встиг — у листопаді видатний кримськотатарський тренер та боксер помер у Ташкенті через запалення легенів.

## Досягнення
- Почесний майстер спорту СРСР (1963)
- Заслужений тренер СРСР (1971)
- Чемпіон СРСР з боротьби (2): 1959, 1961
- Срібний призер чемпіонату СРСР з боротьби (1): 1962

Державні нагороди
- Орден «Знак Пошани» (1972)

## Сім'я
- У Рефата Аблаєва було двоє братів — Курсат та Меджит, що також активно займалися спортом та були багаторазовими чемпіонами Узбекистану з вільної та греко-римської боротьби[1].